# Villaga
Villaga är en ort och kommun i provinsen Vicenza i regionen Veneto i Italien. Kommunen hade 1 915 invånare (2018).